# Alexander Pawlowitsch Kurynow
Alexander Pawlowitsch Kurynow (russisch Александр Павлович Курынов; * 8. Juli 1934; † 30. November 1973) war ein sowjetischer Gewichtheber.

## Werdegang
Alexander Kurynow kam als Zwanzigjähriger in Kasan zum Gewichtheben. Er war sehr talentiert und machte schnelle Fortschritte. 1958 machte er durch einen zweiten Platz bei den sowjetischen Meisterschaften erstmals nachhaltig auf sich aufmerksam. Gegen Ende der 1950er Jahre zeichnete sich ab, dass Fjodor Bogdanowski, der die Sowjetunion seit 1954 bei allen Weltmeisterschaften und den Olympischen Spielen 1956 vertreten hatte, Gewichtsprobleme hatte. Außerdem war man mit ihm von Seiten der Verbandsführung unzufrieden, weil er in sechs Meisterschaften nur ein einziges Mal die US-amerikanischen Starter Thomas Kono bzw. Peter George hatte schlagen können. Als aussichtsreichster Kandidat für die Nachfolge Bogdanowskis erwies sich Alexander Kurynow. Er setzte sich gegen mehrere Konkurrenten durch und wurde für die Olympischen Spiele 1960 in Rom nominiert. Dort gewann er prompt die Goldmedaille und schlug Thomas Kono. In den nächsten Jahren war er der dominierende Mann in der Mittelgewichtsklasse, bis er von seinem Landsmann Wiktor Kurenzow abgelöst wurde.

## Internationale Erfolge
(OS = Olympische Spiele, WM = Weltmeisterschaft, EM = Europameisterschaft, Mi = Mittelgewicht)
- 1958, 3. Platz, Grand Prix von Moskau, Mi, mit 400 kg, hinter Thomas Kono, USA, 417,5 kg und Fjodor Bogdanowski, UdSSR, 412,5 kg;
- 1960, 1. Platz, Grand Prix von Moskau, Mi, mit 415 kg, vor Chomchenko, UdSSR, 395 kg und Michail Abadiew, Bulgarien, 382,5 kg;
- 1960, 1. Platz, EM in Mailand, Mi, mit 420 kg, vor Győző Veres, Ungarn, 397,5 kg und Jan Bochenek, Polen, 385 kg;
- 1960, Goldmedaille, OS in Rom, Mi, mit 437,5 kg, vor Kono, 427,5 kg und Veres, 405 kg;
- 1961, 1. Platz, WM + EM in Wien, Mi, mit 435 kg, vor Veres, 420 kg und Marcel Paterni, Frankreich, 405 kg;
- 1962, 1. Platz, Großer Preis der UdSSR in Moskau, Mi, mit 430 kg vor Beljajew, UdSSR, 410 kg, Anatoli Schgun, UdSSR, 410 kg;
- 1962, 1. Platz, WM + EM in Budapest, Mi, mit 422,5 kg, vor Mihály Huszka, Ungarn, 415 kg und Teherani, Iran, 412,5 kg;
- 1963, 1. Platz, WM + EM in Stockholm, Mi, mit 437,5 kg, vor Huszka, 437,5 kg und Hans Zdražila, CSSR, 422,5 kg;
- 1964, 2. Platz, Grand Prix von Moskau, Mir, mit 427,5 kg, hinter Wiktor Kurenzow, UdSSR, 437,5 kg;
- 1965, 3. Platz, WM in Teheran, Mi, mit 432,5 kg, hinter Kurenzow, 437,5 kg und Werner Dittrich, DDR, 437,5 kg.

## UdSSR-Meisterschaften
- 1958, 2. Platz, Mi, mit 407,5 kg, hinter Bogdanowski, 417,5 kg und vor Plaksjuk, 405 kg;
- 1959, 2. Platz, Mi, mit 405 kg, hinter Bogdanowski, 417,5 kg und vor Malakin, 400 kg;
- 1960, 1. Platz, Mi, mit 420 kg, vor Bogdanowski, 420 kg und Surzan, 402,5 kg;
- 1961, 3. Platz, Mi, mit 420 kg, hinter Chomchenko, 425 kg und Schgun, 422,5 kg;
- 1965, 3. Platz, Mi, mit 430 kg, hinter Kurenzow, 450 kg und Beljajew, 432,5 kg.

## Weltrekorde
(alle Weltrekorde wurden im Mittelgewicht, also bis 75 kg Körpergewicht, aufgestellt)
im beidarmigen Drücken:
- 147 kg, 1964 in Kasan,
- 147,5 kg, 1964 in Wladiwostok,

im beidarmigen Reißen:
- 134 kg, 1959 in Moskau,
- 135 kg, 1961 in Moskau,
- 135,5 kg, 1961 in London,
- 136 kg, 1961 in Bruck

im beidarmigen Stoßen:
- 169,5 kg, 1958 in Rostow,
- 170 kg, 1960 in Riga,
- 170,5 kg, 1960 in Rom,
- 171 kg, 1961 in Bruck

im olympischen Dreikampf:
- 437,5 kg, 1960 in Rom,
- 440 kg, 1960 in Moskau,
- 442,5 kg, 1960 in Kasan,
- 447,5 kg, 1964 in Wladiwostok.